# Ophthalamia
Ophthalamia byla švédská metalová kapela založená roku 1989 multiinstrumentalistou Tony Särkkou známým pod přezdívkou It a zpěvákem Jimem Bergerem (vulgo All). Ophthalamia je název fantasy světa, který vytvořil It a celá tvorba kapely je o něm. Ophthalamia hrála mix black metalu, doom metalu a melodického death metalu.
Debutové studiové album s názvem A Journey in Darkness vyšlo v roce 1994.

## Diskografie
Dema
- The Eternal Walk (19??) – jednoskladbové demo
- A Long Journey (1991)
- Journey to Darkness (1992)

Studiová alba
- A Journey in Darkness (1994)
- Via Dolorosa (1995)
- A Long Journey (1998)
- Dominion (1998)

Kompilační alba
- To Elishia (1997)

## Sestava
poslední známá
- It (Tony Särkkä) - kytara, vokály
- Night (Emil Nödtveidt) - kytara
- Bone (Ole Öhman) - bicí
- All (Jim Berger) - vokály
- Mist (Mikael Schelin) - baskytara

bývalí členové
- Shadow (Jon Nödtveidt) - vokály
- Legion (Erik Hagstedt) - vokály
- Winter (Benny Larsson) - bicí
- Mourning (Robert Ivarsson) - baskytara